# Les Espions de la terreur
Production
Diffusion
Les Espions de la terreur est une série télévisée française réalisée par Rodolphe Tissot d'après un scénario de Franck Philippon.
Adaptée du livre éponyme publié en 2018 par le journaliste Matthieu Suc chez HarperCollins, la série est une production de Tetra Media Fiction et Quintessence Fictions.
Philippe Jakko remporte pour cette série le prix de la meilleure musique au Festival de la fiction de La Rochelle en septembre 2023.

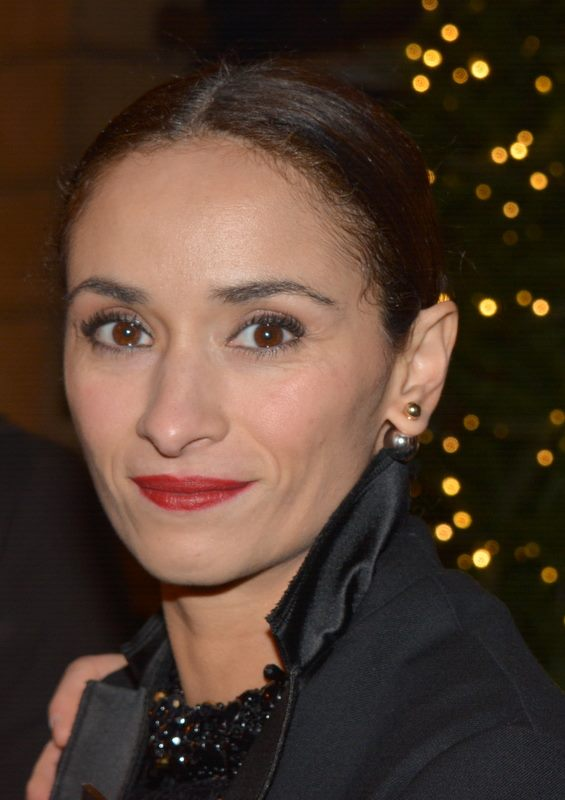
Rachida Brakni.

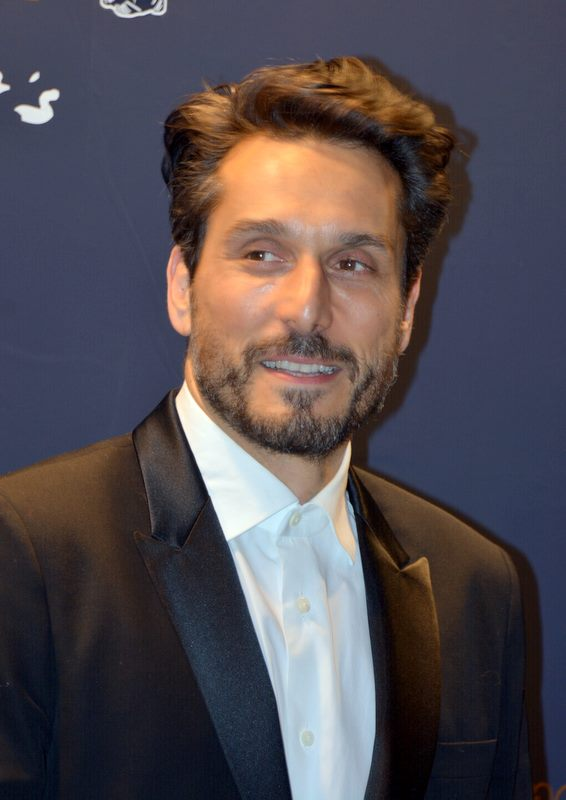
Vincent Elbaz.

## Synopsis
Après les attentats terroristes du 13 novembre 2015 à Paris, des fonctionnaires des services français de sécurité (DGSE, DGSI, SDAT, etc.) enquêtent pour retrouver les responsables des attaques. Ces femmes et ces hommes vont tenter de mettre fin à la spirale qui semble s'être enclenchée ce jour de novembre 2015 et de les neutraliser — avec l'aide américaine — afin d'éviter de nouveaux attentats.

## Distribution
- Rachida Brakni : Malika Berthier
- Fleur Geffrier : commandant Lucie Kessler
- Vincent Elbaz : major Vincent Morin
- Pierre Perrier : commandant Alexandre Lebrun
- Louis-Do de Lencquesaing : commissaire Gomez
- Rachid Guellaz : Saïd
- Olivier Faliez : colonel Demoustier
- David Geselson : Sébastien Le Tallec
- Vincent Deniard : Fred
- Matthias Girbig : Ludo
- Deborah Dozoul : Leïla
- Antoine Hamel : Yann
- Badr Iffach : Rachid
- Julie Duclos : Manon
- Etienne Beydon : Gaspard
- Cédric Vieira : Benoît
- Hélène Viviès : Julie
- Najib Oudghiri : Robin
- Gabriel Almaer : Romain
- Brice Bexter : Doug
- Fabrice Gobert : OPJ Lille
- Frédéric Kneip : Commissaire DZSI
- Daniel Delabesse : directeur général de la DGSI
- Grégoire Oestermann : directeur général de la DGSE
- Azad Boutella : le repenti - Aziz Bellaoui
- Assia Ait Abdelmalek : Janelle
- Inès Sanchez Chafi : Assia
- Lou-Adriana Bouziouane : Nadia
- Igor Mendjisky : Théo
- Bellamine Abdelmalek : Anis Bahri
- Abdeslam Bouhcini : Yassine
- Aurélien Caeyman : Arnaud
- Walid Ben Mabrouk : Reda Kriket
- Myra Bitout : Radia
- Nassim Rachi : Salah Abdeslam
- Abdelali Taleb : commerçant Idlib
- Stéphanie Tchou-Cotta : médecin échographie
- Didier Abot : avocat d'Abdeslam
- Alice André : fille de Saïd

## Production

### Genèse et développement
En novembre 2019, Tetra Media Fiction annonce l'acquisition des droits du livre Les Espions de la Terreur du journaliste Matthieu Suc, publié en novembre 2018 aux éditions HarperCollins, en vue d'une adaptation sous forme de série télévisée.
La série est une production de Tetra Media Fiction et Quintessence Fictions,,,.
Elle est créée et écrite par Franck Philippon et la réalisation en est assurée par Rodolphe Tissot,,.

### Tournage
Le tournage de la série a lieu à partir du 23 janvier 2023,,, dans les endroits suivants :
- Val d'Oise (Montmorency, Montmagny, Station-service de Vémars-Est)
- Seine-Saint-Denis (Sevran, Montreuil, Aubervilliers)
- Hauts-de-Seine (Courbevoie)
- Nord (Lille, Tourcoing, Mouvaux)
- Loiret (base aérienne 123 Orléans-Bricy)
- Bouches-du-Rhône (Marseille)
- Maroc

### Fiche technique
Sauf indication contraire, les informations mentionnées dans cette section peuvent être confirmées par les bases de données cinématographiques  présentes dans la section « Liens externes ».
- Titre français : Les Espions de la terreur
- Genre : drame, espionnage, thriller[8]
- Production : Alexandre Boyer, Emmanuel Daucé et Franck Philippon[5]
- Sociétés de production : Tetra Media Fiction et Quintessence Fictions[3],[4]
- Réalisation : Rodolphe Tissot[2],[3],[5]
- Scénario : Franck Philippon, Claire Lemaréchal, Matthieu Suc, Laurent Guillaume et Daniel Muray[5]
- Musique : Philippe Jakko[5],[9],[10],[11],[12]
- Décors : Mobsitte Saad
- Costumes : Helene Davoudian
- Photographie : Pénélope Pourriat
- Son : David Rit
- Montage : Célia Lafitedupont
- Maquillage : Aurélie Bouchet
- Pays de production :  France
- Langue originale : français
- Format : couleur
- Nombre de saisons : 1
- Nombre d'épisodes[2],[3] : 4
- Durée : 52 minutes[2],[3]
- Dates de première diffusion :
  - Streaming : juin 2024 sur M6+[13]
  - Télévision : 12 novembre 2024 sur M6

## Accueil

### Audiences et diffusion

#### En France
En France, la série est diffusée le mardi à 21 h 10 sur M6 par salve de deux épisodes les 12 et 19 novembre 2024.
| Épisode              | Diffusion              | Diffusion         | Audience moyenne          | Audience moyenne                       | Audience moyenne         | Audience moyenne | Réf.   |
| Épisode              | Jour                   | Horaire           | Nombre de téléspectateurs | Part de marché (sur les 4 ans et plus) | Part de marché (FRDA-50) | Classement       | Réf.   |
| -------------------- | ---------------------- | ----------------- | ------------------------- | -------------------------------------- | ------------------------ | ---------------- | ------ |
| 1                    | Mardi 12 novembre 2024 | 21 h 10 - 22 h 20 | 1 510 000                 | 7,6 %                                  | 11,3 %                   | 4e               | [ 14 ] |
| 2                    | Mardi 12 novembre 2024 | 22 h 20 - 23 h 20 | 1 170 000                 | 8 %                                    | 11,3 %                   | 4e               | [ 14 ] |
| 3                    | Mardi 19 novembre 2024 | 21 h 10 - 22 h 05 | 1 210 000                 | 6,2 %                                  | 7,2 %                    | 3e               | [ 15 ] |
| 4                    | Mardi 19 novembre 2024 | 22 h 05 - 23 h 00 | 1 110 000                 | 6,7 %                                  | 7,2 %                    | 3e               | [ 15 ] |
|                      |                        |                   |                           |                                        |                          |                  |        |
| Moyenne de la saison |                        |                   |                           |                                        |                          |                  |        |

- Les plus hauts chiffres d'audience
- Les plus bas chiffres d'audience

### Accueil critique
Pour le site CinéSérie, la série est de qualité : « Les Espions de la terreur pose très bien d'emblée le difficile contexte d'une des pires nuits de l'histoire et réussit très vite à faire fi des réserves […] Les Espions de la terreur se révèle donc une série choc dont le rythme soutenu tient remarquablement en haleine le spectateur. ».
Alexandre Letren, du site VL-Media, est très élogieux : « La série est véritablement une réussite, Fleur Geffrier se montre d'une puissance folle dans son rôle […] La réalisation de Rodolphe Tissot est aussi à la fois puissante et d'une sobriété saisissante […] Cet « Engrenages version espionnage » en quelque sorte est une réussite de tous les instants. ».

### Distinction
- Festival de la fiction de La Rochelle 2023 : prix de la meilleure musique pour Philippe Jakko[5],[9],[10],[11],[12]